# Tramwaje w Cartagenie
Tramwaje w Cartagenie − zlikwidowany system komunikacji tramwajowej w mieście Cartagena.

## Historia
Linię tramwaju konnego w Cartagenie otwarto w 1909. Rozstaw szyn na linii liczącej 6 km wynosił 1435 mm. W 1915 w mieście było 6 wagonów. Linią wówczas zarządzała spółka Ferrocarril Urbano de Cartagena. Około 1930 tramwaje konne zostały zastąpione tramwajami benzynowymi. W eksploatacji znajdowały się dwa wagony. Linię zamknięto w latach 30. XX w.